# TWO TWO
《TWO TWO》는 남성 3인조 그룹 투투의 제1집 음반이다. 김지훈, 오지훈, 유현재, 이윤정이 보컬로 참여했다. 1994년 당시 22살인 남자 구성원들의 나이에 착안한 그룹명 TWO TWO를 앨범 제목으로 그대로 썼다. 토탈 뮤지션을 표방하는 그룹 기치에 맞게 레게, 록, 발라드 등 다양한 분야의 음악을 담았다고 LP 음반 가사집에 소개하고 있다.

## 수록곡

### CD
- 전체 작사・작곡: 오지훈

| #  | 제목                   | 작사   | 작곡   | 재생 시간 |
| -- | ---------------------- | ------ | ------ | --------- |
| 1. | 〈일과 이분의 일〉     | 오지훈 | 오지훈 | 3:57      |
| 2. | 〈내 인생의 러시아워〉 | 오지훈 | 오지훈 | 4:22      |
| 3. | 무제                   | 오지훈 | 오지훈 | 3:44      |
| 4. | 무제                   | 오지훈 | 오지훈 | 4:21      |
| 5. | 〈그대 눈물까지도〉    | 오지훈 | 오지훈 | 3:44      |
| 6. | 〈홀로 지낸 기억〉     | 오지훈 | 오지훈 | 3:44      |
| 7. | 〈재수생〉             | 오지훈 | 오지훈 | 3:32      |
| 8. | 〈음주운전〉           | 오지훈 | 오지훈 | 5:00      |

### LP, TAPE
전체 작사·작곡: 오지훈
| #  | 제목                                        | 작사   | 작곡   | 편곡   | 재생 시간 |
| -- | ------------------------------------------- | ------ | ------ | ------ | --------- |
| 1. | 〈일과 이분의 일〉                          | 오지훈 | 오지훈 | 오지훈 | 3:57      |
| 2. | 〈내 인생의 러시아워〉                      | 오지훈 | 오지훈 | 오지훈 | 4:22      |
| 3. | 〈너의 눈에 슬픈 비가 내리고(Version 1.0)〉 | 오지훈 | 오지훈 | 오지훈 | 3:44      |
| 4. | 〈너의 눈에 슬픈 비가 내리고(Version 2.0)〉 | 오지훈 | 오지훈 | 오지훈 | 4:21      |

| #  | 제목                | 작사   | 작곡   | 편곡   | 재생 시간 |
| -- | ------------------- | ------ | ------ | ------ | --------- |
| 1. | 〈그대 눈물까지도〉 | 오지훈 | 오지훈 | 오지훈 | 3:44      |
| 2. | 〈홀로 지낸 기억〉  | 오지훈 | 오지훈 | 오지훈 | 3:44      |
| 3. | 〈재수생〉          | 오지훈 | 오지훈 | 오지훈 | 3:32      |
| 4. | 〈음주운전〉        | 오지훈 | 오지훈 | 오지훈 | 5:00      |

## 특징
- 투투는 본래 남성 3인조 밴드 그룹이므로 멤버별 프로필은 1994년 봄에 발매된 초판 LP, 1994년 여름에 발매된 재판 LP 모두 김지훈, 오지훈, 유현재의 프로필만 기재되어 있다.
- 앨범 전곡의 작사, 작곡, 편곡을 모두 오지훈이 했으며 오지훈은 음반 프로듀서도 맡았다.
- 음반에는 남성 3인과 세살 어린 친구인 당시 서울예고 무용학과 3학년 이윤정이 유일하게도 여성 보컬로 참여했다. 본래 이 앨범의 타이틀 곡은 《일과 이분의 일》이 아닌 김지훈이 부른 《그대 눈물까지도》라는 다른곡으로 정해져 있었다. 투투가 소속된 기획사인 휘트니스의 대표는 투투 1집 음반 수록곡을 듣고 일과 이분의 일로 타이틀곡을 변경할 것을 권유했고 대표의 조언을 듣고 오지훈은 일과 이분의 일로 타이틀곡을 변경했다. 일과 이분의 일의 여성 보컬로 참여한 이윤정은 아버지의 반대로 방송 무대에 설 수 없게 되었다. 그래서 투투의 소속사인 휘트니스는 앨범 작업이 다 끝난 뒤에 1994년 4월에 신인 배우 황혜영을 객원 가수로 영입했다.
- 다만 무대 활동시 일과 이분의 일의 여성 보컬 부분을 황혜영이 이윤정의 목소리로 녹음된 원곡을 그대로 립싱크하며 활동했다. 1994년 7월부터 박자와 멜로디에 변화를 주고 여성 보컬 부분을 황혜영의 목소리로 재녹음한 리믹스 버전(1994년 7월 녹음)으로 활동을 병행하기도 했으나 대부분의 무대는 원곡 음성 그대로 립싱크하는 경우가 많았고, 표지 사진에 황혜영도 참여한 재판 음반 마저도 초판 음반에 수록곡이 그대로 실려 비판을 받았다. 투투 2집 TWO TWO 2에 실린 One and a half(일과 이분의 일)의 영어 버전도 이윤정이 여성 보컬을 맡았다.
- 투투는 타이틀 곡 '일과 이분의 일'로 1994년 SBS 《생방송 TV 가요 20》에서 1994년 7월에는 2주 연속 1위를 1994년 8월에는 3주 연속 1위를 기록하였고, 1994년 KBS 《가요톱10》에서 5주 연속 1위를 차지하여 골든컵을 수상했다.[1]
- '너의 눈에 슬픈비가 내리고'는 이윤정이 참여한 너의 눈에 슬픈 비가 내리고(Version 1.0)과 김지훈 솔로곡인 너의 눈에 슬픈비가 내리고(Version 2.0)의 두 가지 버전이 수록되어있다. 리메이크 판본인 너의 눈에 슬픈비가 내리고(Version 3.0)은 1997년 박요환의 앨범에 실렸고, 다른 리메이크 판본인 너의 눈에 슬픈비가 내리고(Version 4.0)은 1997년에 오지훈, 유현재가 소속된 YAB의 1집 앨범에 실렸다.
- '그대 눈물까지도'는 리메이크 되어 1997년 7월에 발매된 김지훈의 솔로 앨범에 수록되었고, 1999년 하반기에 발매된 듀크 1집에도 수록되었다. 2004년에는 신화, 2011년에는 FT아일랜드가 리메이크 하였다.
- '그대 눈물까지도'는 김지훈의 발인식 전날인 2013년 12월 13일에 TvN 드라마 응답하라 1994에서 쓰레기가 부산으로 파견 근무를 떠나면서 나정과 이별하는 장면에서 배경음악으로 사용되었다.[2]
- 2014년 12월 11일에 김지훈의 1주기를 추모하기 위해, 유작(2013년 녹음)인 '그대 눈물까지도'가 디지털 싱글로 발매되었다.[3]
- '그대 눈물까지도'는 투유 프로젝트 - 슈가맨에 출연했던 인피니트의 멤버 남우현이 고인이 된 김지훈을 위해 헌정곡으로 불렀다.